# Liste der Bodendenkmäler in Burglengenfeld
Auf dieser Seite sind die Bodendenkmäler in der Oberpfälzer Stadt Burglengenfeld zusammengestellt. Diese Tabelle ist eine Teilliste der Liste der Bodendenkmäler in Bayern. Grundlage ist die Bayerische Denkmalliste, die auf Basis des Bayerischen Denkmalschutzgesetzes vom 1. Oktober 1973 erstmals erstellt wurde und seither durch das Bayerische Landesamt für Denkmalpflege geführt wird. Die folgenden Angaben ersetzen nicht die rechtsverbindliche Auskunft der Denkmalschutzbehörde.

## Bodendenkmäler in Burglengenfeld
| Lage       | Objekt                                                                                                 | Akten-Nr.     | Bild |
| ---------- | --- | ------------- | ---- |
| (Standort) | Bestattungsplatz der mittleren bis späten Bronzezeit sowie der Hallstattzeit mit verebneten Grabhügeln | D-3-6737-0002 |      |
| (Standort) | Vorgeschichtlicher Bestattungsplatz mit Grabhügeln.                                                    | D-3-6737-0004 |      |
| (Standort) | Vorgeschichtlicher Bestattungsplatz mit Grabhügeln.                                                    | D-3-6737-0005 |      |
| (Standort) | Vorgeschichtlicher Bestattungsplatz mit Grabhügel.                                                     | D-3-6737-0006 |      |
| (Standort) | Bestattungsplatz der mittleren und späten Bronzezeit mit Grabhügeln.                                   | D-3-6737-0007 |      |
| (Standort) | Vorgeschichtlicher Bestattungsplatz mit Grabhügeln.                                                    | D-3-6737-0008 |      |
| (Standort) | Vorgeschichtlicher Bestattungsplatz mit Grabhügeln.                                                    | D-3-6737-0009 |      |
| (Standort) | Verebnete vorgeschichtliche Grabhügelgruppe mit ehemals mindestens acht Hügeln                         | D-3-6737-0010 |      |
| (Standort) | Vorgeschichtlicher Bestattungsplatz mit Grabhügeln.                                                    | D-3-6737-0011 |      |
| (Standort) | Vorgeschichtlicher Bestattungsplatz mit Grabhügeln.                                                    | D-3-6737-0012 |      |
| (Standort) | Vorgeschichtlicher Bestattungsplatz mit Grabhügeln.                                                    | D-3-6737-0014 |      |
| (Standort) | Vorgeschichtliche Grabhügelgruppe mit mindestens fünf Hügeln.                                          | D-3-6737-0015 |      |
| (Standort) | Siedlung der Steinzeit und der Spätlatènezeit.                                                         | D-3-6737-0042 |      |
| (Standort) | Verebneter vorgeschichtlicher Grabhügel.                                                               | D-3-6737-0043 |      |
| (Standort) | Vorgeschichtlicher Bestattungsplatz mit Grabhügeln.                                                    | D-3-6737-0044 |      |
| (Standort) | Siedlung der Frühlatènezeit.                                                                           | D-3-6737-0060 |      |
| (Standort) | Mesolithische Freilandstation, Siedlung der Urnenfelderzeit, der Späthallstattzeit                     | D-3-6737-0061 |      |
| (Standort) | Vorgeschichtliche Siedlung.                                                                            | D-3-6737-0062 |      |
| (Standort) | Vorgeschichtlicher Bestattungsplatz mit verebneten Grabhügeln.                                         | D-3-6737-0159 |      |
| (Standort) | Archäologische Befunde des Mittelalters und der frühen Neuzeit im Bereich der Kath. Kirche             | D-3-6737-0161 |      |
| (Standort) | Archäologische Befunde des Mittelalters und der frühen Neuzeit im Bereich des Schlosses                | D-3-6737-0162 |      |
| (Standort) | Archäologische Befunde des Mittelalters und der frühen Neuzeit im Bereich der Kath. Kirche             | D-3-6737-0167 |      |
| (Standort) | Archäologische Befunde und Funde im Bereich der Kath. Kirche Hl. Kreuz in Lanzenried                   | D-3-6737-0174 |      |
| (Standort) | Vorgeschichtlicher Bestattungsplatz mit Grabhügeln.                                                    | D-3-6737-0179 |      |
| (Standort) | Vorgeschichtlicher Bestattungsplatz mit Grabhügel.                                                     | D-3-6738-0012 |      |
| (Standort) | Vorgeschichtlicher Bestattungsplatz mit verebneten Grabhügeln.                                         | D-3-6738-0016 |      |
| (Standort) | Vorgeschichtlicher Bestattungsplatz mit mindestens einem Grabhügel.                                    | D-3-6738-0017 |      |
| (Standort) | Vorgeschichtlicher Bestattungsplatz mit Grabhügeln.                                                    | D-3-6738-0020 |      |
| (Standort) | Vorgeschichtlicher Bestattungsplatz mit verebneten Grabhügeln.                                         | D-3-6738-0021 |      |
| (Standort) | Abri G 15 mit steinzeitlichen Siedlungsfunden.                                                         | D-3-6738-0033 |      |
| (Standort) | Vorgeschichtlicher Bestattungsplatz mit Grabhügeln.                                                    | D-3-6738-0034 |      |
| (Standort) | Bestattungsplätze der Urnenfelderzeit, der Hallstattzeit und des Frühmittelalters, Siedlungen          | D-3-6738-0035 |      |
| (Standort) | Siedlungen der Urnenfelderzeit und des Frühmittelalters.                                               | D-3-6738-0041 |      |
| (Standort) | Endpaläolithische/mesolithische Freilandstation, Siedlungen der Jungsteinzeit                          | D-3-6738-0051 |      |
| (Standort) | Endpaläolithische/mesolithische Freilandstation, Siedlungen der Bronzezeit                             | D-3-6738-0052 |      |
| (Standort) | Siedlungen der Mittelbronzezeit und der Hallstattzeit, Bestattungsplatz der Hallstattzeit.             | D-3-6738-0053 |      |
| (Standort) | Siedlung der Urnenfelderzeit.                                                                          | D-3-6738-0054 |      |
| (Standort) | Siedlung der Urnenfelderzeit.                                                                          | D-3-6738-0055 |      |
| (Standort) | Siedlung vor- und frühgeschichtlicher Zeitstellung.                                                    | D-3-6738-0056 |      |
| (Standort) | Mesolithische Freilandstation, vorgeschichtliche Siedlung.                                             | D-3-6738-0057 |      |
| (Standort) | Siedlung der Bronze- und Urnenfelderzeit.                                                              | D-3-6738-0058 |      |
| (Standort) | Mesolithische Freilandstation, Siedlung der mittleren Bronzezeit.                                      | D-3-6738-0059 |      |
| (Standort) | Siedlung der Frühbronzezeit, der Urnenfelderzeit und des Hochmittelalters.                             | D-3-6738-0060 |      |
| (Standort) | Vorgeschichtliche Siedlung.                                                                            | D-3-6738-0061 |      |
| (Standort) | Vorgeschichtliche Siedlung.                                                                            | D-3-6738-0062 |      |
| (Standort) | Steinzeitliche Siedlung, Abraumhalden neuzeitlicher Flintensteinindustrie.                             | D-3-6738-0064 |      |
| (Standort) | Siedlung der Urnenfelderzeit, der Hallstattzeit und der Spätlatènezeit, Grabenwerk                     | D-3-6738-0092 |      |
| (Standort) | Mesolithische Freilandstation.                                                                         | D-3-6738-0101 |      |
| (Standort) | Endpaläolithische/mesolithische Freilandstation, hallstattzeitlich                                     | D-3-6738-0130 |      |
| (Standort) | Endpaläolithische und mesolithische Freilandstation, mittel- bis spätbronzezeitliche,                  | D-3-6738-0131 |      |
| (Standort) | Endpaläolithische und mesolithische Freilandstation, Bestattungsplatz der Hallstattzeit                | D-3-6738-0132 |      |
| (Standort) | Siedlung der Urnenfelderzeit, der Latènezeit und der karolingisch-ottonischen Zeit.                    | D-3-6738-0133 |      |
| (Standort) | Archäologische Befunde des Mittelalters und der frühen Neuzeit im Bereich der Kath. Kirche             | D-3-6738-0183 |      |
| (Standort) | Archäologische Befunde des Mittelalters und der frühen Neuzeit im Bereich der Kath.                    | D-3-6738-0193 |      |
| (Standort) | Archäologische Befunde der frühen Neuzeit im Bereich der Kath. Kreuzbergkirche                         | D-3-6738-0197 |      |
| (Standort) | Untertägige Befunde der abgebrochenen frühneuzeitlicher Kapelle St. Sebastian                          | D-3-6738-0198 |      |
| (Standort) | Archäologische Befunde des Mittelalters und der frühen Neuzeit                                         | D-3-6738-0199 |      |
| (Standort) | Archäologische Befunde und Funde im Bereich der Kath. Stadtpfarrkirche St. Vitus                       | D-3-6738-0200 |      |
| (Standort) | Untertägige Befunde der spätmittelalterlichen und frühneuzeitlichen Stadtbefestigung                   | D-3-6738-0201 |      |
| (Standort) | Archäologische Befunde des Mittelalters und der frühen Neuzeit in der historischen Altstadt            | D-3-6738-0202 |      |
| (Standort) | Siedlungen der vorgeschichtlichen Metallzeiten und des frühen Mittelalters.                            | D-3-6738-0203 |      |
| (Standort) | Vorgeschichtliche Siedlung.                                                                            | D-3-6738-0204 |      |
| (Standort) | Archäologische Befunde des Mittelalters und der frühen Neuzeit im Bereich der Burganlage               | D-3-6738-0206 |      |
| (Standort) | Archäologische Befunde des Mittelalters und der frühen Neuzeit                                         | D-3-6738-0207 |      |
| (Standort) | Archäologische Befunde des Mittelalters und der frühen Neuzeit im Bereich der Kath. Kirche             | D-3-6738-0209 |      |
| (Standort) | Archäologische Befunde im Bereich einer Richtstätte des späten Mittelalters und der frühen Neuzeit     | D-3-6738-0210 |      |
| (Standort) | Vorgeschichtlicher Bestattungsplatz mit Grabhügeln.                                                    | D-3-6837-0001 |      |
| (Standort) | Vorgeschichtlicher Bestattungsplatz mit mindestens einem Grabhügel.                                    | D-3-6837-0002 |      |
| (Standort) | Vorgeschichtlicher Bestattungsplatz mit Grabhügeln.                                                    | D-3-6837-0004 |      |
| (Standort) | Vorgeschichtlicher Bestattungsplatz mit Grabhügeln.                                                    | D-3-6837-0005 |      |
| (Standort) | Mesolithische Freilandstation, urnenfelderzeitliche und latènezeitliche Siedlung.                      | D-3-6838-0005 |      |
| (Standort) | Verebnete vorgeschichtliche Grabhügel, frühlatènezeitlichr Bestattungsplatz                            | D-3-6838-0008 |      |
| (Standort) | Hallstattzeitlicher Bestattungsplatz mit mindestens einem Grabhügel.                                   | D-3-6838-0010 |      |
| (Standort) | Vorgeschichtlicher Bestattungsplatz mit Grabhügeln.                                                    | D-3-6838-0025 |      |
| (Standort) | Vorgeschichtlicher Bestattungsplatz mit mindestens zwei Grabhügeln.                                    | D-3-6838-0026 |      |
| (Standort) | Vorgeschichtlicher Bestattungsplatz mit mindestens zwei Grabhügeln.                                    | D-3-6838-0027 |      |
| (Standort) | Vorgeschichtlicher Bestattungsplatz mit mindestens einem Grabhügel.                                    | D-3-6838-0028 |      |
| (Standort) | Vorgeschichtlicher Bestattungsplatz mit mindestens zwei Grabhügeln.                                    | D-3-6838-0029 |      |
| (Standort) | Vorgeschichtliche Siedlung.                                                                            | D-3-6838-0044 |      |
| (Standort) | Steinzeitliche Siedlung.                                                                               | D-3-6838-0064 |      |
| (Standort) | Mesolithische Freilandstation.                                                                         | D-3-6838-0087 |      |